# Još Hrvatska ni propala
Još Hrvatska ni propala (kroatisch für: Noch ist Kroatien nicht verloren) ist ein patriotisches Lied, das nachhaltigen Einfluss auf die Erweckung des Nationalbewusstseins bei den Kroaten hatte. Das Lied wird bis in die Gegenwart gesungen, wie auch zur Zeit des Kroatischen Frühlings oder des Kroatienkriegs. Der Liedtext beruht auf einem 1832 von Ljudevit Gaj (1809–1872) verfassten Gedicht, dass 1835 erstmals unter dem Titel Horvatov szloga (Der Kroaten Eintracht) abgedruckt wurde. Im selben Jahr wurde das bereits 1833 von Ferdo Livadić (1799–1879) vertonte Gedicht, nach öffentlicher Aufführung schnell populär und zur Hymne der Illyrischen Bewegung bzw. der „kroatischen nationalen Wiedergeburt“ (Hrvatski narodni preporod).

## Entstehung
Eine erste Version des Gedichtes schrieb Gaj 1831 in Pest in Anlehnung an das polnische Kampflied und heutige Nationalhymne Polens von 1797, das er von Flüchtlingen des Novemberaufstandes von 1830 hörte.
Die Entstehung der endgültigen Fassung des Gedichts erzählt Franjo Kuhač in seinem Werk Ilirski glazbenici (Illyrische Musiker) nach. Ob dies der historischen Entstehung des Gedichtes entspricht, ist unklar. Danach reiste Gaj auf einem Schlitten nach Samobor, um Livadić zu besuchen. Dabei dachte er „noch ist Kroatien nicht verloren, solange wir Erneuerer leben“ („još Hrvatska nije propala dok mi preporoditelji živimo“) und hörte dabei kroatische Bauern in einer Kirche singen. Als er das Haus von Livadić betrat, hatte er bereits die Worte und die grundlegende Melodie für das Lied im Kopf. Am selben Abend dichteten Gaj und Livadić demnach weitere Verse. Drei der insgesamt zwölf Strophen wurden besonders populär und zur inoffiziellen Hymne der Illyrischen Bewegung.

## Text
Nachstehend der Liedtext bzw. der Text der besonders populären 1., 6. und 4. Strophe des Gedichtes.
| Kroatisch | Deutsche Übertragung (1849) |
| --- | --- |
| Još Hrvatska ni propala dok mi živimo, visoko se bude stala kad ju zbudimo! Ak je dugo tvrdo spala, jača hoće bit; ak je sada u snu mala, hoće s' prostranit. Ni li skoro skradnje vrijeme da ju zvisimo, ter da stranjsko teško breme iz nas bacimo; Stari smo i mi Hrvati, nismo zabili, da smo vaši pravi brati zlo probavili!" "Hoj, Hrvati, braćo mila, čujte našu riječ, neće nas razdružit sila baš nikakva već; Nas je negda jedna mati draga rodila, s jednim nas je, Bog joj plati, mlijekom gojila. | Noch ist Kroatien nicht gefallen, So lange wir noch leben; Es wird sich hoch erheben, Wenn wir es einst erwecken. War es lang in tiefem Schlaf versunken, Wird es nun stärker sein; Und ist es jetzt im Schlummer klein, Wird es dann um so größer sein. Ist's nicht bald die höchste Zeit, Daß die Mutter wir erheben? Und die fremde schwere Last Von uns abwerfen; Auch wir sind alte Kroaten, Und haben's nicht vergessen, Das wir (eure wahren Brüder)! Schweres Unbill haben erlitten! Ah! ihr lieben Brüder Kroaten! Hört unser Wort, Es soll uns keine Macht Von nun an mehr entzweien, Eine theure Mutter Hat uns einst geboren, Mit einer Milch, Gott zahl's ihr! Hat sie uns gesäuget! |